# Saldaña (Colombia)
Saldaña è un comune della Colombia facente parte del dipartimento di Tolima.
Il comune venne istituito il 18 novembre 1969.